# 레아 펄먼
리아 조 펄먼(Rhea Jo Perlman, 영어 발음: /ˈriə/, 1948년 3월 31일 ~ )은 미국의 배우이다.

## 출연 작품

### 영화
- 1992년: 그냥 파봤어 (There Goes The Neighborhood) - 리디아 눈 역
- 1996년: 마틸다 (Matilda) - 지니아 웜우드 역
- 1998년: 도그하우스 (In The Doghouse) - 필 마코위츠 역
- 2000년: 억만장자와 결혼하는 법 (How to Marry a Billionaire : A Christmas Tale) - 재키 케네디 역
- 2016년: 씽 (Sing) - 주디스 역(목소리)

### 텔레비전
- 치어스 (1982-93)